# Paladj-Komarivtsi (gemeente)
Paladj-Komarivtsi (Oekraïens: Паладь-Комарівці, Hongaars: Palágykomoróc) is een voormalige gemeente in Oekraïne in het Oblast Transkarpatië in het rajon Oezjhorod.
De gemeente lag direct aan de grens met Slowakije. De gemeente heeft 1.034 inwoners (2001). In oktober 2020 is de gemeente opgegaan in Sjoerte
De gemeente bestond uit twee dorpen:
- Paladj-Komarivtsi, Паладь-Комарівці (Hongaars: Palágykomoróc) 834 inwoners
- Mali Selmentsi, Малі Селменці (Hongaars: Kisszelmenc) 200 inwoners

Van de totale bevolking behoort 89 procent tot de Hongaarse minderheid in Oekraïne.
Beide dorpen hebben een Hongaarse bevolking, het dorp Mail Slementsi heeft sinds enkele jaren weer een grensovergang met het deel van het dorp dat in Slowakije ligt (Veľké Slemence).
De dorpen vormden tot de Tweede wereldoorlog een geheel, met het trekken van de Sovjetgrens verdween voor bijna 70 jaar het contact tussen families.